# Diedrich Tellerstedt
Diedrich Tellerstedt, född 1751, död 1798, var en svensk operasångare. Han var engagerad vid Operan i Stockholm 1773–93. Han medverkade i ett antal av de stora operauppsättningarna under den gustavianska tiden. 
År 1791 hade han planer på att grunda en ny operateater i Comediehuset i Göteborg: 
”Tellerstedt har rest till Göteborg för att der inrätta en ny teater. Han vill förena med sig Herr Uttini såsom kapellmästare och dennes hustru som prima donna. Det år hans afsigt, säger man, att anställa Mamsell Wibergsson och Mamsell Holmberg såsom älskarinna, Björn för tyrannerne, Wernström för konungarne och Wickbom såsom komiker. På det sättet hoppas han åter upplifva denna teater.”
Planerna realiserades dock inte.

## Roller
| År   | Roll       | Produktion               | Regi | Teater          |
| ---- | ---------- | ------------------------ | ---- | --------------- |
| 1776 | Timante    | Lucile                   |      | Stora Bollhuset |
| 1777 | Montauciel | Alexis eller Deserteuren |      | Stora Bollhuset |
| 1778 | Gripon     | Gripon och Martin        |      | Stora Bollhuset |
| 1780 | En kolare  | Arsène                   |      | Stora Bollhuset |
| 1787 | Orlando    | Giannina e Bernardone    |      | Stora Bollhuset |